# 고카쿠 천황
고카쿠 천황(일본어: 光格天皇, 1771년 9월 23일 ~ 1840년 12월 11일)은 제119대 일본 천황이다. 그는 1780년 1월 1일부터 1817년 5월 7일까지 황위에 있었다.
휘(諱)는 처음에는 모로히토(師仁)였고, 후에 도모히토(兼仁)로 고쳤다. 어릴적 명칭은 사치노미야(祐宮)였다.
그는 간인노미야 스케히토 친왕(閑院宮典仁親王)의 6번째 아들로 히가시야마 천황의 증손이다. 어머니는 오에 이와시로(大江磐代)이다. 안에이 8년 11월 8일(1779년 12월 15일)에 위독한 상태였던 8촌 삼종형 고모모조노 천황의 후계자가 되어 황태자로 정해졌다. (실제로는 고모모조노 천황은 이미 붕어한 상태였고, 황위가 공석이 되는 것을 피하기 위해 붕어를 발표하지 않은 것이라고 한다.)
1779년부터 1817년까지 재위하는 동안 1779년부터 1786년까지 도쿠가와 이에하루가 섭정하였고 1786년부터 1813년까지 고사쿠라마치 상황이 섭정하였으며 1813년부터 1817년까지 도쿠가와 이에나리가 대리청정하였다.

## 왕실
- 황후 : 요시코 내친왕(欣子内親王) - 고모모조노 천황의 황녀
  - 제3황자: 마스히토 친왕(温仁親王)
  - 제7황자: 도시히토 친왕(悦仁親王)
- 전시(典侍): 하무로 요리코(葉室頼子, 1773년 ~ 1846년) - 하무로 요리히로의 딸
  - 제1황자: 아야히토 친왕(禮仁親王)
  - 제1황녀: 노부노미야(能布宮)
  - 제2황자: 다카노미야(俊宮)
- 전시: 카쥬지 타다코(勧修寺婧子) - 가주지 쓰네하야의 딸
  - 제4황자: 아야히토 친왕(恵仁親王, 닌코 천황)
  - 제2황녀: 다케노미야(多祉宮)
  - 제4황녀: 하루노미야(娍宮)
- 전시: 타카노 오사코(高野正子)
  - 제6황자: 나카노미야(猗宮)
- 전시: 아네가코지 사토코(姉小路聡子)
  - 제5황녀: 츠네노미야 에이준 여왕(倫宮永潤女王)
  - 제8황녀: 츠루노미야 쇼세이 여왕(媛宮聖清女王)
  - 제8황자: 카타노미야(嘉糯宮)
- 장시(掌侍): 히가시보죠 카즈코(東坊城和子)
  - 제5황자: 카츠라노미야 타케히토 친왕(桂宮盛仁親王)
  - 제3황녀: 레이묘신인노미야(霊妙心院宮)
- 장시: 토미노코지 테루코(富小路明子)
  - 제6황녀: 마사노미야(治宮)
  - 제7황녀: 모리코 내친왕(蓁子内親王) - 호쿄지
  - 제9황녀: 카츠노미야(勝宮)
- 장시: 나가하시노츠보네(長橋局)
  - 황녀: 주라쿠인노미야(受楽院宮, 1792년, 태어난 당일 요절함) - 태어난 것을 본 사람이 없기 때문에, 황자라는 설도 있음.
- 생모 미상
  - 황녀: 가이지인노미야(開示院宮, 1789년, 태어난 당일 요절함) - 태어난 것을 본 사람이 없기 때문에, 황자라는 설도 있음.

## 일생
원래는 간닌노미야케(閑院宮家)에서 세이고인(聖護院)으로 들어가 천황이 될 생각은 전혀 없었으며 불교에 귀이하여 평생을 승려로 출가할 예정이었으나, 안에이(安永) 8년(1779년) 10월 29일(양력 12월 6일)에 승하한 고모모조노 천황이 슬하에 내친왕(内親王)만 있고 황자가 없었기 때문에 세습친왕가(世襲親王家)에서 새로운 천황을 찾아 옹립하지 않으면 안 되었고, 당시 물망에 오른 것은 후시미노미야(伏見宮) 사다유키 친왕(貞敬親王) ・ 한닌노미야 요시히토 친왕(美仁親王), 그리고 친왕의 동생인 사치노미야(祐宮) 모로히토 친왕(師仁親王) 세 사람이었으나, 선황의 딸인 긴시 내친왕(欣子内親王)을 새로운 천황의 비로 삼는다는 구상에 따라 기혼자였던 요시히토 친왕은 제외되고 남은 두 사람 가운데 고노에 우치마에(近衛内前)는 사다유키 친왕을, 구조 히사자네(九条尚実)는 모로히토 친왕을 추천했다. 회의 결과 사다유키 친왕 쪽이 나이도 적고 세습친왕가 가운데에서도 가장 늦게 창설된 점을 들어 천황과의 혈연이 보다 진한 모로히토 친왕이 채택되었고 급히 고모모조노 천황의 양자가 되어 즉위하였다.
안에이 11년(1781년) 4월 2일에 연호가 덴메이(天明)로 바뀌었다. 덴메이 2년(1782년)에 교토고쇼(京都御所)가 화재로 소실되어 3년 동안 세이고인(聖護院)을 임시 처소로 삼았다. 간세이(寛政) 11년(1799년)에 세이고인노미야(聖護院宮) 盈仁法親王이 엔노교자(役行者, 엔노 오즈누)가 사망한 지 1100년이 된다는 것을 조정에 아뢰어, 정월 25일에 천황은 엔노 교자에게 진벤 대보살(神変大菩薩)이라는 시호를 내렸다.
고카쿠는 다양한 재능이 있었고 학문에 열의를 지녔으며 이와시미즈 신궁과 가모 신궁에서의 축제를 부활하여 황궁 을 둘러싼 행사를 부활하려고 열심히 일하였다. 바쿠후는 그의 아버지에게 태상천황(다이조 덴노, 太上天皇)이라는 직위를 주었다. 유전적으로 고카쿠는 현재 왕통의 창건자이다. 고카쿠는 2019년 5월 1일 기준 일본의 금상 나루히토의 시조이다.
이 기간 동안의 황제의 주치의중의 일인 다치나나 난케이(미야가와 슌키,이와노카미)는 황제의 주치의로 임명되기전에 5년간 여행하였다.
고카구의 치세동안 황궁은 덴메이 기근(1782-1788)의 시기에 도쿠가와 막부에 구제안을 제안하여 그 권위의 약간을 다시 주장하려고 시도하였다. 구제안과 관련해서 러시아 제국에게 도움을 요청하려는 시도도 있었다.
- 1782년 (덴메이 2): 위대한 덴메이 기근이 시작한다.
- 1782년 (덴메이 2): 구쓰키 마사쓰나가 중국과 일본에서의 은화에 대한 분석인 《신찬전보(新撰錢譜)》를 천황에게 바쳤다.
- 1783년 (덴메이 3): 아사마 산(浅間山)이 분화하였다. 이 화산의 분화는 덴메이 대기근을 더욱 악화시켰다.
- 1784년 (덴메이 4): 진언종의 창시자 구카이 기념행사가 전국적으로 개최되었다.
- 1786년 9월 17일 (덴메이 6, 8월 15일): 도쿠가와 이에하루가 사망하였다.
- 1787년 (덴메이 7): 구쓰키 마사쓰나는 《서양전보(西洋錢譜)》를 출판하여, 유럽과 식민지의 통화를 소개하였다.
- 1788년 (덴메이 8): 미야코의 대화재. 도시가 불탔다. 그것은 덴메이 8년 1월 29일(양력3월 6일) 세벽 3시에 시작되었다. 그리고 3월 8일까지 계속되었다. 그리고 11일 큰비로 진화되었다. 천황은 달아나고 황궁은 파괴되었다. 새 궁이 완성될 때까지 다른 재건이 허락되지 않았다. 이화제는 주요한 사건으로 고려되었다. 네덜란드 동인도 회사 VOC에 따르면 사람들은 하늘의 재앙으로 고려하였다.

1817년 고카쿠는 아들 닌코 천황에게 양위하고 말년을 편안하게 보냈다. 고카쿠의 치세 이전 두 세기 동안 대부분의 천황들은 어려서 죽었거나 양위를 강요받았다. 고카쿠는 1586년 오기마치 천황의 양위 이후로 40세가 지나도록 황좌에 남은 첫 천황이며, 126대 천황인 나루히토까지 부자 세습으로 이어져 오고 있기 때문에 현 일본 황실의 직계를 연 천황이다.

## 같이 보기
- 일본 국립 기록보관소 : Sakuramachiden Gyokozu, scroll depicting Emperor Kōkaku in formal procession, 1817 (Bunka 14).